# Everybody’s Fool
Everybody’s Fool – czwarty i ostatni singel z albumu pt. Fallen amerykańskiego zespołu rockowego Evanescence.
Teledyskiem do tego utworu wokalistka Amy Lee chciała pokazać światu jak „sprzedają się” gwiazdy.

## Lista utworów
1. „Everybody’s Fool” (Album version)  – 3:15
2. „Taking Over Me” (Live from Cologne) – 4:06
3. „Whisper” (Live from Cologne)  – 5:22
4. „Everybody’s Fool” (Instrumental version) – 3:15